# Polonîci, Busk
Polonîci (în ucraineană Полоничі) este un sat în comuna Zadvirea din raionul Busk, regiunea Liov, Ucraina.

## Demografie
Componența lingvistică a localității Polonîci
     Ucraineană (99,67%)
     Alte limbi (0,17%)
Conform recensământului din 2001, majoritatea populației localității Polonîci era vorbitoare de ucraineană (99,67%), existând în minoritate și vorbitori de alte limbi.